# Coppa di Francia 1997-1998
La 81ª edizione della Coppa di Francia, quella 1997-1998, fu vinta dal PSG.

## Trentaduesimi di finale
| Squadra 1            | Risultato       | Squadra 2             |
| -------------------- | --------------- | --------------------- |
| Lens                 | 2 - 1           | Le Havre              |
| Rennes               | 1 - 0           | Châteauroux           |
| Caen                 | 1 - 0           | Tolosa                |
| Bastia               | 1 - 0           | Niort                 |
| Cannes               | 2 - 0           | Valence               |
| Le Mans              | 1 - 1 (2-4 dcr) | Metz                  |
| FC Saint-Leu         | 0 - 2           | Olympique Lione       |
| Épinal               | 2 - 1           | Strasburgo            |
| Thouars Foot 79      | 1 - 3           | Paris Saint-Germain   |
| Sète                 | 0 - 3           | Olympique Marsiglia   |
| Digione              | 1 - 2 (dts)     | Monaco                |
| Aubervilliers        | 1 - 7           | Bordeaux              |
| ES Segré             | 1 - 2           | Auxerre               |
| Thionville FC        | 1 - 5           | Guingamp              |
| Brétignolles-sur-Mer | 0 - 3           | Nantes                |
| Tolone               | 4 - 2 (dts)     | Nizza                 |
| Sedan                | 3 - 1 (dts)     | CS Louhans-Cuiseaux   |
| Laval                | 1 - 3           | Angoulême-Charente 92 |
| Rouen                | 0 - 1           | Nancy                 |
| Châtellerault        | 1 - 2           | Sochaux               |
| Carquefou            | 0 - 2           | Wasquehal             |
| Champagnole          | 0 - 2           | Mulhouse              |
| St-Jean-de-la-Ruelle | 2 - 3           | Beauvais              |
| La Vitréenne FC      | 0 - 4           | Lorient               |
| Grau-du-Roi          | 0 - 0 (3-5 dcr) | Istres                |
| Bourg-Péronnas       | 4 - 2           | Villefranche          |
| Boulogne             | 2 - 0           | FC Saint-Lô Manche    |
| Pau FC               | 0 - 0 (4-2 dcr) | Vendee Fontenay       |
| AS Muret             | 1 - 1 (4-5 dcr) | Trélissac FC          |
| Olympique Alès       | 3 - 0           | Aurillac Arpajon      |
| US Vermelles         | 0 - 2           | UFC Argentan          |
| Montpellier          | 3 - 0           | Stade Reims           |

## Sedicesimi di finale
| Squadra 1             | Risultato       | Squadra 2           |
| --------------------- | --------------- | ------------------- |
| Monaco                | 1 - 0           | Bordeaux            |
| Metz                  | 1 - 0           | Bastia              |
| Mulhouse              | 2 - 1 (dts)     | Auxerre             |
| Wasquehal             | 1 - 2           | Guingamp            |
| Cannes                | 3 - 1 (dts)     | Beauvais            |
| Caen                  | 1 - 0           | Nantes              |
| Lorient               | 0 - 1           | Paris Saint-Germain |
| Épinal                | 0 - 2dts        | Lens                |
| Angoulême-Charente 92 | 0 - 2           | Olympique Lione     |
| Istres                | 1 - 0           | Rennes              |
| Boulogne              | 0 - 1           | Olympique Marsiglia |
| Bourg-Péronnas        | 3 - 2           | Montpellier         |
| Tolone                | 2 - 0           | Nancy               |
| Trélissac FC          | 1 - 2           | Sochaux             |
| UFC Argentan          | 0 - 0 (8-7 dcr) | Sedan               |
| Pau FC                | 2 - 2 (5-4 dcr) | Olympique Alès      |

## Ottavi di finale
| Squadra 1      | Risultato       | Squadra 2           |
| -------------- | --------------- | ------------------- |
| Monaco         | 2 - 0dts        | Olympique Marsiglia |
| Cannes         | 0 - 2dts        | Mulhouse            |
| Guingamp       | 1 - 1 (5-4 dcr) | Tolone              |
| Istres         | 0 - 1dts        | Olympique Lione     |
| Pau FC         | 0 - 1dts        | Paris Saint-Germain |
| Bourg-Péronnas | 2 - 0           | Metz                |
| UFC Argentan   | 1 - 3           | Lens                |
| Sochaux        | 2 - 2 (5-6 dcr) | Caen                |

## Quarti di finale
| Squadra 1           | Risultato | Squadra 2       |
| ------------------- | --------- | --------------- |
| Guingamp            | 1 - 0     | Mulhouse        |
| Paris Saint-Germain | 1 - 0     | Monaco          |
| Caen                | 1 - 2     | Lens            |
| Bourg-Péronnas      | 0 - 1     | Olympique Lione |

## Semifinali
| Squadra 1           | Risultato | Squadra 2       |
| ------------------- | --------- | --------------- |
| Lens                | 2 - 0     | Olympique Lione |
| Paris Saint-Germain | 1 - 0     | Guingamp        |

| Lens 11 aprile 1998                              | Lens      | 2 – 0 referto | Olympique Lione | Stade Félix Bollaert |
| \| \| \| \| \| Ziani 24’, 90’ \| Marcatori \| \| |           |               |                 |                      |
|                                                  |           |               |                 |                      |
| Ziani 24’, 90’                                   | Marcatori |               |                 |                      |

| Parigi 12 aprile 1998                        | Paris Saint-Germain | 1 – 0 referto | Guingamp | Parc des Princes |
| \| \| \| \| \| Maurice 4’ \| Marcatori \| \| |                     |               |          |                  |
|                                              |                     |               |          |                  |
| Maurice 4’                                   | Marcatori           |               |          |                  |

## Finale
| Squadra 1           | Risultato | Squadra 2 |
| ------------------- | --------- | --------- |
| Paris Saint-Germain | 2 - 1     | Lens      |

| Arbitro: | Gilles Veissière |

|                    |           |            |
| Raí 25’ Simone 53’ | Marcatori | 83’ Šmicer |